# Vodafone Challenge
De Vodafone Challenge was een golftoernooi van de Europese Challenge Tour.
De eerste editie vond plaats in 2006 en werd gewonnen door de 21-jarige Martin Kaymer uit Düsseldorf. Hij was de grote favoriet. Eerder dat jaar maakte hij een ronde van 59 (-13) tijdens de Habsberg Classic van de EPD Tour.
In 2007 werd de tweede editie gewonnen door de 21-jarige Joost Luiten met een laatste ronde van 61.

## Winnaars
| Jaar | Baan                                    | Winnaar       | Score | Score |
| ---- | --------------------------------------- | ------------- | ----- | ----- |
| 2006 | Golf Club Elfrather Mühle in Düsseldorf | Martin Kaymer | 270   | -18   |
| 2007 | Golf Club Elfrather Mühle in Düsseldorf | Joost Luiten  | 270   | -18   |
| 2008 | Golf Club Elfrather Mühle in Düsseldorf | Richie Ramsay | 272   | -16   |